# Dichagyris contermina
Dichagyris contermina là một loài bướm đêm trong họ Noctuidae.